# ジャギュレイター
『ジャギュレイター』（Jugulator）は、ジューダス・プリーストが1997年に発表したアルバム。スタジオ・アルバムとしては13作目で、ティム・"リッパー"・オーウェンズ在籍時としては初の作品。

## 解説
1992年にボーカリストのロブ・ハルフォードが脱退すると、グレン・ティプトンとK. K. ダウニングは後任ボーカリスト不在の段階で曲作りに入り、1996年1月には一部楽曲のバッキング・トラックを録音した。その後、バンドはオーディションでティム・"リッパー"・オーウェンズを獲得し、本作をリリース。
重厚さを強調した内容で、大部分の楽曲ではギターにダウン・チューニングが施されている。本作はセールス的に成功せず、本国イギリスではチャート・インを果たせなかったが、日本のオリコンチャートではトップ10入りを果たした。
「ブラッド・ステインド」は、1998年のホラー映画『チャイルド・プレイ/チャッキーの花嫁』のサウンドトラックで使用された。

## 収録曲
全曲ともK. K. ダウニングとグレン・ティプトンの共作。
1. ジャギュレイター - Jugulator - 5:51
2. ブラッド・ステインド - Blood Stained - 5:26
3. デッド・ミート - Dead Meat - 4:43
4. デス・ロウ - Death Row - 5:04
5. ディキャピテイト - Decapitate - 4:39
6. バーン・イン・ヘル - Burn in Hell - 6:42
7. ブレイン・デッド - Brain Dead - 5:24
8. アブダクターズ - Abductors - 5:49
9. ブレット・トレイン - Bullet Train - 5:10
10. キャシードラル・スパイアーズ - Cathedral Spires - 9:17

## 参加ミュージシャン
- ティム・"リッパー"・オーウェンズ：ボーカル
- K. K. ダウニング：リードギター
- グレン・ティプトン：リードギター
- イアン・ヒル：ベース
- スコット・トラヴィス：ドラムス